# Janusz Adam Kobierski
Janusz Adam Kobierski MIC (ur. 24 grudnia 1947 w Wólce Łysowskiej koło Siedlec) – polski poeta, eseista, krytyk literacki, duchowny katolicki.

## Życiorys
W 1977 ukończył filologię polską w Wyższej Szkole Pedagogicznej w Słupsku. Pracował w szkolnictwie oraz w słupskich placówkach kultury. Od 1972 publikował wiersze w prasie (m.in. Tygodnik Kulturalny, Miesięcznik Literacki, Literatura, Gość Niedzielny, Niedziela) oraz w almanachach (również w językach rosyjskim, białoruskim, węgierskim i niemieckim). W 1978 ukazał się jego debiutancki tomik Zza siódmej skóry. Jest laureatem kilku konkursów poetyckich, m.in. Warszawskiej Jesieni Poezji (1980). W latach 90. ukazały się kolejne tomiki. Do 2014 wydał 20 książek poetyckich, w tym wybory wierszy. W ostatnich dwóch dekadach publikuje m.in. w Toposie, Twórczości, Kwartalniku Artystycznym, Arcanach, Frazie, Wyspie, polonijnym internetowym Recogito oraz w Podglądzie – Kwartalniku Literackim Oddziału Warszawskiego SPP. Od 2010 współpracuje z redakcją kwartalnika literackiego Migotania, recenzując poezję. 
W 1981 wstąpił do Zgromadzenia Księży Marianów. W 1987 ukończył studia filozoficzno-teologiczne w Lublinie na Katolickim Uniwersytecie Lubelskim. Święcenia kapłańskie przyjął w Lublinie 9 czerwca 1987 z rąk papieża Jana Pawła II.
O popularności jego poezji świadczą wielokrotne wydania wierszy wybranych. Przychylnie o poezji Kobierskiego wypowiadali się m.in. Zbigniew Bieńkowski, Anna Kamieńska i ks. Jan Twardowski, który napisał wstęp do tomiku Wyrok dożywotni. Wszystkie tomiki były pozytywnie recenzowane przez znanych krytyków literackich, m.in. przez Iwonę Smolkę, Annę Piwkowską, Janusza Drzewuckiego, Adrianę Szymańską, Piotra Szewca, Teresę Tomsię, Andrzeja Datko, Tomasza Pyzika, Leszka Szarugę i Barbarę Gruszkę-Zych.
Przez Kapitułę Literacką im. ks. Jana Twardowskiego tomik Cierpkie wino życia został uznany za najciekawszą książkę poetycką w 2007 i otrzymał główną nagrodę. W 2012 za wybór wierszy biblijnych zdobył wyróżnienie nagrody FENIKSA 2013 w ramach XIX Targów Wydawców Katolickich w Warszawie. 
Należy do Stowarzyszenia Pisarzy Polskich, oddział warszawski.

## Lista publikacji
- Zza siódmej skóry (Wydawnictwo Poznańskie, 1978)
- Kolej rzeczy (Miniatura, Kraków 1990)
- Dar (LSW, Warszawa 1991, ISBN 83-205-4358-4)
- Wyrok dożywotni (pierwszy wybór wierszy, LSW, Warszawa 1993, ISBN 83-205-4467-X)
- Z Ziemi Jezusa (Wydawnictwo Księży Marianów, Warszawa 1997, ISBN 83-7119-128-6)
- Z Ziemi Jezusa, wyd. II (Wydawnictwo Księży Marianów, Warszawa 1998, ISBN 83-7119-186-3)
- Na ziemi i w niebie (wybór wierszy, Instytut Wydawniczy Pax, Warszawa 1999, ISBN 83-211-1268-4)
- Poezje wybrane (wybór wierszy, LSW, Warszawa 2000, ISBN 83-205-4564-1)
- Poezje wybrane, wyd. II (wybór wierszy, LSW, Warszawa 2001, ISBN 83-205-4597-8)
- Zapamiętam Świat (LSW, Warszawa 2001, ISBN 83-205-4574-9)
- Święto losów (LSW, Warszawa 2002, ISBN 83-205-4672-9)
- Poezje wybrane, wyd. III (wybór wierszy, LSW, Warszawa 2003, ISBN 83-205-4642-7)
- Ku Itace (LSW, Warszawa 2003, ISBN 83-205-4618-9)
- Z Księgi Rodzaju (LSW, Warszawa 2005, ISBN 83-205-4739-3)
- Cierpkie wino życia (LSW, Warszawa 2007, ISBN 978-83-205-4647-7)
- Dotykając jasności (LSW, Warszawa 2009, ISBN 978-83-205-5419-9)
- Niech się stanie (Oficyna Wydawnicza ŁośGraf, Warszawa 2011, ISBN 978-83-62726-29-5)
- Szukał Pana. Wybór wierszy biblijnych (Oficyna Wydawnicza ŁośGraf, Warszawa 2012, ISBN 978-83-63592-04-2)
- Szukał Pana. Wybór wierszy biblijnych, wyd. II (Oficyna Wydawnicza ASPRA-JR, Warszawa 2013, ISBN 978-83-7545-469-7)
- Kamienne ścieżki. The Stony Paths (Oficyna Wydawnicza ASPRA-JR, Warszawa 2014, ISBN 978-83-7545-566-3) – wersja polsko-angielska (tłum. Zbigniew Lisowski)
- Kamienne ścieżki. The Stony Paths, wyd. II (Oficyna Wydawnicza ASPRA-JR, Warszawa 2016, ISBN 978-83-7545-682-0) – wersja polsko-angielska (tłum. Zbigniew Lisowski)
- Słowa na wygnaniu (Biblioteka „Toposu”, Sopot 2016, ISBN 978-83-61002-83-3)
- Pole widzenia (Oficyna Wydawnicza ASPRA-JR, Warszawa 2019, ISBN 978-83-7545-892-3)
- Świat jednoczesny (Oficyna Wydawnicza ASPRA-JR, Warszawa 2021, ISBN 978-83-8209-106-9)